# Mátrai Gábor
Mátrai Gábor (Gyöngyös, 1859. február 17. – Budapest, 1912. április 24.) orvosdoktor.

## Életútja
Braun Dávid gabonakereskedő és Braun Klára fia. A gimnáziumot szülővárosában, Gyöngyösön kezdte, majd Budapesten folytatta és a református főgimnáziumban 1877-ben végezte. Az orvosi tudományokat ugyanott az egyetemen hallgatta és 1882. december 2-án nyert orvosdoktori oklevelet. Mint III. éves orvostanhallgató Jendrassik Jenő tanár mellett demonstrátor, majd később gyakornok volt, míg végül 1880-ban Plósz Pál tanár asszisztense lett, akinél három évig működött. Egy időben a Szent Rókus Kórház sebészeti, belgyógyászati, szülészeti és nőgyógyászati osztályait látogatta. 1886-ban megvált az egyetemi működéstől és az orvosi gyakorlatra adta magát, egyszersmind kedvenc tanulmányának (vegyi és górcsövi diagnosztika) folytatása végett nyilvános laboratóriumot nyitott orvosi diagnostikai célokra Budapesten. Braun családi nevét 1881-ben változtatta Mátraira.
Cikkei a Vierteljahrschrift für Zahnheilkundeben (1884. Vergleichende Untersuchungen über Caries acuta, Caries chronica und ekrosis eboris, Árkövy Józseffel együtt), az Orvosi Hetilapban (1885. Bronchitis fibrinosa acuta genuina egy esete, Hogyan lehet a hugy szervi alakelemeiből állandó górcsői készítményeket előállítani? A rákos betegek vérének vegyi vizsgálata, 1886. A cystinuriáról); az Egészségben (1888. A rákszem nem szemorvos, Téli diarrhoea a fővárosban); a Gyógyszerészi Közlönyben (1892. Melanuria, 1893. Indican a vizeletben).

## Műve
- Adatok a zsir felszivódásához a gyomorban. Budapest, 1881. (Értekezések a term. tud. köréből XI. 20).